# Сенека
Луције Енеј Сенека Филозоф (лат. Lucius Annaeus Seneca; рођен око 4. п. н. е. у Кордоби — умро 65. године) био је римски књижевник, главни представник модерног, „новог стила” у време Неронове владавине. Његово књижевно дело је веома значајна појава у историји римске књижевности и сведок једног стилског правца који је оставио трага и у потоњим вековима не само римске већ и европске књижевности уопште. Чувене његове речи су: „Човек је несрећан онолико колико мисли да јесте”.
Сенека је рођен у Кордоби у Хиспанији, а одрастао је у Риму, где је био обучен у реторици и филозофији. Отац му је био Сенека Старији, старији брат Луција Јуније Галио Анеја, а нећак песник Лукана. Године 41, Сенека је прогнан на острво Корзику под царем Клаудијем, али му је дозвољено да се врати 49. године како би постао учитељ Нерона. Када је Нерон постао цар 54. године, Сенека је постао његов саветник и, заједно са преторијанским префектом Секстом Афранијем Буром, обезбедио је надлежну владу за првих пет година Неронове владавине. Сенекин утицај на Нерона је с временом опао, а 65. године Сенека је био приморан да одузме себи живот због наводног саучесништва у Писоновој завери за убиство Нерона, за коју је вероватно био невин. Његово стоичко и смирено самоубиство постало је тема бројних слика.
Као писац, Сенека је познат по својим филозофским делима, и по својим драмама, које су све трагедије. Његови прозни радови обухватају 12 есеја и 124 писма која се баве моралним питањима. Ови списи представљају један од најважнијих извора примарног материјала за древни стоицизам. Као трагичар, најпознатији је по драмама као што су Медеја, Тиест и Федра. Сенека је имао огроман утицај на касније генерације — током ренесансе био је „мудрац коме се дивили и поштовали га као пророчиште моралне, чак и хришћанске поуке; мајстор књижевног стила и узор [за] драмску уметност“.

## Биографија
Пореклом из богате витешке породице Сенека Филозоф је имао лак и угодан живот у коме су неприлике долазиле само од Сенекиних политичких непријатеља и државничких амбиција. Под окриљем свога ученога оца Сенеке Ретора студирао је реторику и филозофију у Риму. Цео низ моћних и уважених Анаја, чланова његове уже породице, налазио се на високим државним положајима у Риму и у провинцијама. Тако је Сенека Филозоф, рођен као и његов отац у шпанској Кордоби, имао све услове да дође до најбољег образовања које му је његово време могло пружити и да брзо напредује по лествици високих и највиших државних положаја. Од куће већ је понео љубав за реторику и поезију, којој се придружила и склоност за филозофију и науку, нарочито физику и етнографију. Од филозофских праваца нарочито га је привлачила моралистичка озбиљност и готово аскетска строгост коју су проповедали млађи стоичари, а у Риму спроводили у дело секстијевци, спајајући стоичка схватања са платонским и новопитагорским. Поред секстијевца Папирија Фабијана и Сенекина секстијевцима блиског учитеља Сотиона (Sotio), на Сенеку Филозофа утиче нарочито стоичар Атал (Attalus) који је био пријатељ његова оца. Ефектну беседничку речитост ставиће у службу својих моралних поука и Сенека Филозоф, па у тој беседничкој вештини и новој стилистици лежи главни уметнички значај Сенекина филозофског дела.
Познато је да је млади Сенека са великим одушевљењем прихватио учења млађих стоичара, па и новопитагорско учење о селидби душа и вегетаријанство. Али богати господин отац, који није марио много за филозофију (philosophiam oderat) вратио је сина „животу заједнице“ (ad civitatis vitam). A тај живот значи за римску аристократију кренути путем државних служби, докопати се што вишег и што угледнијег положаја. Сенека Филозоф ће до смрти остати у свакодневном животу умерен и скроман, човек малих личних потреба. Али његове аскетско-филозофске тенденције пресекао је његов отац. Сенека Ретор пошаље свога одвише аскетски и филозофски расположеног сина на неко време у Египат, рођаку који је био префект те римске провинције. По повратку у Рим сасвим се предао државној служби и беседничком послу. Већ за време Калигулине владавине истакао се као писац и беседник, али је због неких беседа у Сенату, пао у немилост. Од смртне казне као да га је спасло само то што се чинило да ће га ускоро сахранити туберкулоза. И у време Клаудијево био је уплетен у неке дворске интриге, па је на жељу Клаудијеве жене Месалине послат у изгнанство на Корзику године 41. н. е. Био је прогнан због неморала, односно ванбрачних веза са Јулијом Ливилом, сестром Калигулином. На Корзици остаје све док се прилике на двору нису промениле. Неронова мајка Агрипина издејствовала је његов повратак у Рим, па и много више: Сенека Филозоф заједно са Афранијем Буром, префектом преторијанске гарде, постаје тутор малолетноме Нерону, његов васпитач и главни саветник у државним пословима. У ствари, у прво време док се Нерон није осамосталио и сасвим распојасао, Сенека је био стварни владар у Риму, нешто налик на првог министра.
То прво време Неронове владавине, када је Сенека постао и конзул, било прилично мирно и подношљиво, свакако и захваљујући личном утицају Сенекину. Временом је Сенака постајао Нерону све неугоднији, и не само као васпитач већ нарочито као моћни први министар. Тако се Сенека све више претварао у дворјанина, попустљива и смерна. Када је Нерон убио своју мајку Агрипину године 59. н. е., књишки моралиста Сенека, којега је Агрипина довела из прогонства на највише државне положаје, саставио је за Нерона беседу у којој се Нерон оправдавао и бранио. Када је умро или када је можда „уклоњен” и Бур, године 62. н. е., изгубио је Сенека свој главни ослонац, преторијанску гарду. Био је стекао огромно имање па је покушао да се на леп начин разиђе с Нероном. Повукао се у Кампању на своја добра. Али му није пошло за руком да измакне неповерљивом и окрутном Нерону, кога је већ огромно имање Сенекино изазивало. Уплетен — стварно или не, то се не зна — у Пизонову заверу против Нерона, добио је Сенека милостиву дозволу да изврши самоубиство године 65. н. е. И тада је, на крају, овај богаташ, политичар, и дворјанин доиста постао и у животу, а не само у књигама, храбар стоичар. Мирно и достојанствено се повукао из живота, као „засићени гост” (conviva satur) (стоичка терминологија). Био је моралиста Салустијева стила, познавао је као политичар добро све људске слабости и себе је самога сматрао тек за човека. Казивао је да пише оно што треба чинити и како ваља живети, а не оно што чини и како живи. То је била згодна формула да се моралне поуке његових списа споје како тако са његовим животом дипломате и мултимилионера. Па ипак Сенека се као сложена личност не сме свести на једноставну формулу придворице и лицемера, иако је истинита стара оптужба: „другачије говориш а другачије живиш” (aliter loqueris, aliter vivis). Његова љубав за стоичку филозофију и научну проблематику била је реална, а никакве нарочите користи или практичне потребе није имао да велик део свога слободнога времена поклони књижевној делатности, филозофији и науци.

## Научни рад

### Изгубљена дела
Књижевни рад Сенеке Филозофа био је веома опсежан и прилично разнолик. Бавио се пре свега писањем филозофских дијалога, расправа и писама, затим природним наукама, које су увек привлачиле стоичаре, етнографијом и географијом, па песништвом, као писац епиграма и трагедија, да и не говоримо о појединим делима и о Сенекину беседништву, које није познато. Осим беседа су изгубљена дела филозофска и научна, чији наслови говоре о ширини Сенекина интересовања. То су Филозофија морала (Moralis philosophiae libri), О моралним обавезама (De officiis), Позиви на филозофирање (Exhortationes), О прераној смрти (De immatura morte), О празноверју (De superstitione), О браку (De matrimonio), Како треба чувати пријатељство (Quomodo amicitia continenda sit), па географски и природњачки списи О положају Индије (De situ Indiae), О положају Египта и његовим храмовима (De situ et sacris Aegyptiorum), O земљотресу (De motu terrarum), O облику света (De forma mundi), O природи камења (De lapidum natura), О природи риба (De piscium natura).

### Сачувана дела
Велики корпус који чине Сенекина сачувана дела обухвата списе груписане и под заједничким насловима. Десет списа састављено је под заједничким насловом Дијалози (Dialogi, 12 књ.) нетачним стога што они немају сви редом дијалошки облик. Три „дијалога“ су реторске утехе — consolationes — и назване су према лицима којима су упућене. Мада су предмети ових „утеха“ узети из животне стварности, чак и из живота самога писца, то су ипак претежно есеји у којима се теоријски расправља о људској природи, о болу и тузи, о „лековима“ које ваља применити да би се човек утешио. Махом Сенека само износи општа места стоичке мудрости. Ипак је сваки од ових есеја везан различитим нитима за живот, а у свакоме се циљ пишчев и његов тон мењају.

#### Дијалози
Прва утеха упућена је Маркији, кћери историчара републиканца Кремутија Корда, и то поводом смрти њеног детета. Слави Сенека слободни дух и слободну реч Кремутија Корда, слави његову смрт, и смрт уопште. Ha овоме раном примеру Сенекине уметничке прозе већ се јасно могу уочити његове декламаторске, морализаторске и стоичке црте, које су потом добродошле хришћанским беседницима и њиховим предикама.
Друга утеха упућена утицајном ослобођенику цара Клаудија, Полибију, поводом смрти Полибијева брата, у ствари је покушај Сенеке да се из изгнанства додвори овоме моћном човеку и самоме цару Клаудију.
Из изгнанства пише и трећу утеху, мајци Хелвији. Мада у њој има доста места која звуче искрено и она је крцата конвенционалним и шаблонским елементима стоичке филозофије и завршава понешто комичним саветом мајци, растуженој због његова прогонства, да потражи утеху у изучавању филозофије.
Осталих седам „дијалога“ су монографије о моралним и филозофским питањима, све према уобичајеним стоичким шаблонима: О провиђењу (De providentia), О постојаности мудраца (De constantia sapientis), O гневу.

## Филозофија
Као „главна филозофска фигура римског царског периода“, Сенекин трајни допринос филозофији био је у школи стоицизма. Његово писање је веома доступно и било је предмет пажње од ренесансе надаље од стране писаца као што је Мишел де Монтењ. Он је описан је као „висока и контроверзна фигура антике“ и „најзанимљивији стоик на свету“.
Сенека је написао низ књига о стоицизму, углавном о етици, са једним делом (Naturales Quaestiones) о физичком свету. Сенека се надовезао на списе многих ранијих стоика: често помиње Зенона, Клеанта и Хрисипа; и често цитира Посејдонија, са којим је Сенека делио интересовање за природне појаве. Често цитира Епикура, посебно у његовим Писмима. Његово интересовање за Епикура углавном је ограничено на коришћење њега као извора етичких максима. Исто тако, Сенека показује извесно интересовање за платонистичку метафизику, али никада са јасном посвећеношћу. Његови морални есеји су засновани на стоичким доктринама. Стоицизам је био популарна филозофија у овом периоду и многи римљани више класе су у њему нашли водећи етички оквир за политичко ангажовање. Некада је било популарно да се Сенека сматра веома еклектичним у свом стоицизму, али га модерна наука види као прилично ортодоксног стоика, иако слободоумног.
Његови радови разматрају и етичку теорију и практичне савете, а Сенека наглашава да су оба дела различита, али међусобно зависна. Његова Писма Луцилију приказују Сенекину потрагу за етичким савршенством и „представљају неку врсту филозофског тестамента за потомство“. Сенека сматра филозофију мелемом за ране живота. Разорне страсти, посебно гнев и туга, морају бити искорењене, или умерене у складу са разумом. Он говори о релативним заслугама контемплативног живота и активног живота, и сматра да је важно суочити се са сопственом смртношћу и бити у стању да се суочи са смрћу. Човек мора бити вољан да практикује сиромаштво и правилно користи богатство, и пише о услугама, помиловању, важности пријатељства и потреби да се користи другима. Према њему, универзумом најбоље управља рационално провиђење, и то мора бити помирено са прихватањем невоља.